# Toyota Dyna
Toyota Dyna – samochód użytkowy produkowany pod japońską marką Toyota od 1957 roku. 
Protoplastą modelu Dyna była wprowadzona w maju 1956 roku mała ciężarówka o oznaczeniu RK52. Pojazd przystosowany był do przewozu 2 osób i 1,5 tony ładunku, do napędu służył silnik R o pojemności 1,5 l i mocy maksymalnej 48 KM. W październiku 1956 wprowadzono następcę, model RK62, cechował się on ładownością 1,75 t i silnikiem wzmocnionym do 55 KM.
W kwietniu 1958 zaprezentowano wersję RK70 o ładowności dwóch ton, moc silnika podniesiono do 58 KM. W lipcu tego samego roku zaprezentowano powiększony wariant RK75. W kwietniu 1959 swoją premierę miała trzyosobowa wersja RK85, w czerwcu tego samego roku zmieniono nazwę z Route Truck na Dyna. W styczniu 1962 zadebiutowała nowa Dyna RK160 z mocniejszym silnikiem 3R 1.9.

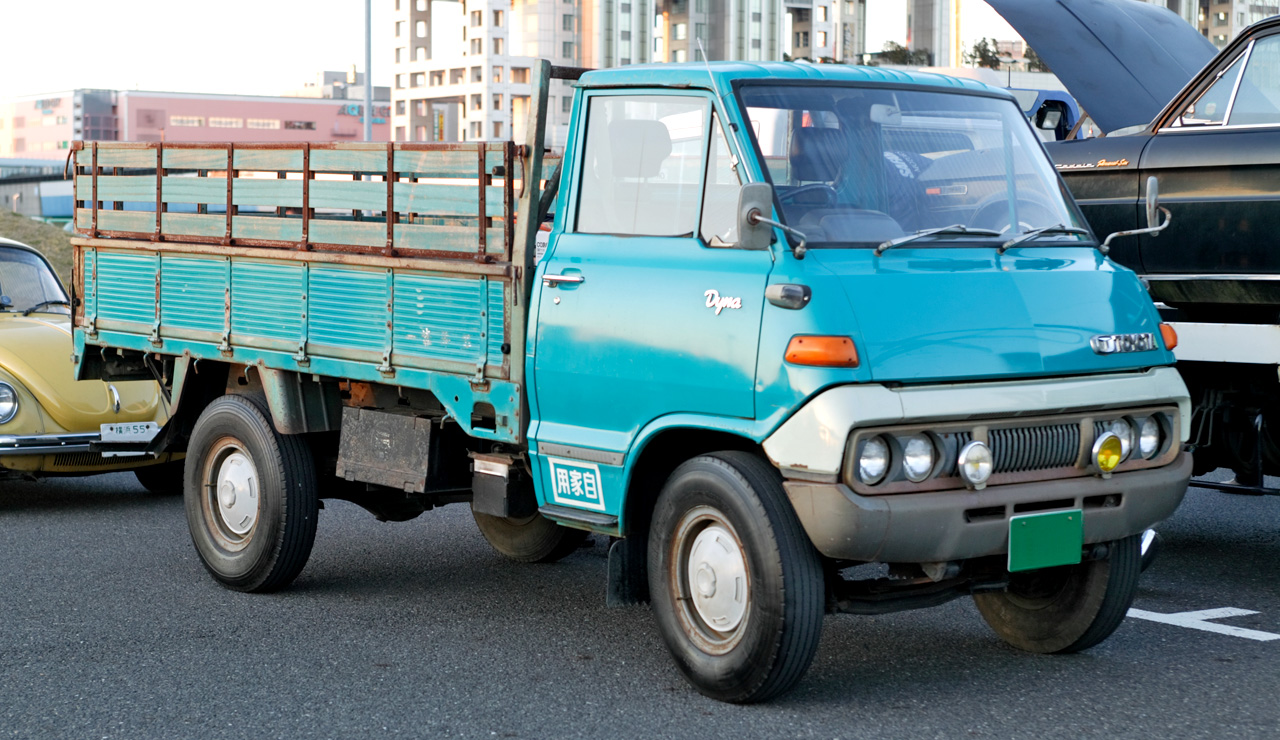
3. generacja modelu

Drugą generację modelu zaprezentowano w kwietniu 1963 roku. Wzrosły wymiary nadwozia, dodatkowo w październiku 1963 wprowadzono przedłużaną wersję. Bazowym źródłem napędu był benzynowy silnik 3R-B, jednak od marca 1964 dostępny był nowy wysokoprężny motor J. W lutym 1969 roku zadebiutowała trzecia generacja modelu. Ponownie wzrosły wymiary nadwozia, zmieniono gamę dostępnych jednostek silnikowych (diesel B), w czerwcu 1969 wprowadzono wersję o ładowności 3 ton.

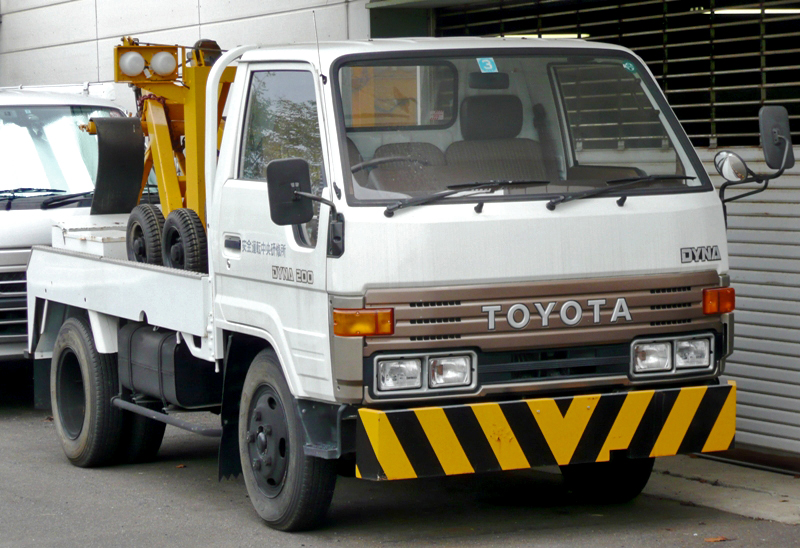
5. generacja Dyny

W sierpniu 1977 roku trafiła do sprzedaży czwarta generacja modelu, identyczna z ówczesnym Daihatsu Delta. Przy zmniejszonym rozstawie osi osiągnięto taką samą jak w poprzedniej generacji długość nadwozia. Poprawiono skuteczność układu hamulcowego, w wersjach o ładowności 2,5 i 3 t wprowadzono zwalniacz silnikowy. Produkcję zakończono w sierpniu 1984 roku, piąta generacja zadebiutowała zaś we wrześniu. Zmieniono listę dostępnych silników, w maju 1985 dodano do oferty wersję Dyna 100/150 o ładowności 1 tony (pokrewna z 3. generacją modelu Hiace).
Szósta generacja modelu Dyna zadebiutowała w maju 1995 roku. W maju 1999 roku zaprezentowano 7. generację Dyny, bliźniaczą konstrukcją był Hino Dutro.